# Guillermo Whitelow
Guillermo Whitelow (Haedo, 11 de diciembre de 1923-Buenos Aires, 21 de marzo de 2011) fue un profesor, poeta, historiador, museólogo y crítico de arte argentino que dirigió los museos Museo de Arte Moderno de Buenos Aires de 1971-1983; Museo Nacional de Bellas Artes en la ciudad de Buenos Aires de 1983-1986; Museo de Arte Hispano-Americano Isaac Fernández de 1984 a 1985.

## Biografía
Se graduó de la Facultad de Filosofía y Letras de la Universidad de Buenos Aires en 1952 con diploma de honor, se perfeccionó en Italia.
Uno de los críticos de arte señeros del arte argentino junto a Rafael Squirru, Ernesto Schoo, Samuel Paz y María Rosa Oliver.
Amigo de Manuel Mujica Lainez y de Miguel Ocampo, los tres hallaron inspiración en los jardines de Viterbo  para Bomarzo y el escritor dedicó la novela a Whitelow y Ocampo.
De 1954 a 1970 fue Secretario, Subdirector, Director Artístico y encargo de la Publicaciones de la Galería de Arte Bonino en Río de Janeiro y Buenos Aires.
Desde 1956 a 1989  fue profesor de Historia del Teatro, de Historia del Arte, de Estética y de Introducción e Historia de la Filosofía.
Ejerció numerosos cargos oficiales a nivel municipal y nacional relacionados con la cultura y los museos.
Vicepresidente del Comité Argentino del Consejo Internacional de Museos. Miembro y Director del Fondo Nacional de las Artes. Perteneció como miembro y asesor de la Revista de Arte Internacional, Comisión de Museos y Monumentos Artísticos, Instituto de Cultura Domecq (México), Coordinador General de Exposiciones, Fundación Antorchas, Tareas, Comisión Archidiosena para la Cultura del Arzobispado de Buenos Aires, Forner-Bigatti, Fondo de Promoción de la Pintura Joven de Telefónica, Consejo Consultivo de Cultura de la Nación, Comité de selección de ARCO, Miguel Lillo, Centro Cultural Agora, Alberto J. Trabuco
Vicepresidente 1º de la Asociación Argentina de Críticos de Arte y Vocal de la Asociación Internacional de Críticos de Arte. Fue nombrado miembro de número de la Academia Nacional de Bellas Artes...
Organizador y curador de más de ciento cincuenta exposiciones a nivel nacional e internacional de 1965 a 2002. Y partícipe en más de cien congresos y jurados nacionales e internacionales.
Recibió numerosos premios literarios, de crítica y arte como los de la Sociedad Argentina de Escritores, el Municipal de Buenos Aires, de la Asociación Argentina de Críticos de Arte, Caballero de la Orden de las Palmas Académicas de la República Francesa, Cámara Argentina de Publicaciones, Premio Arlequín de la Fundación Pettoruti, el Alfredo Roland, el de la Fundación Machetti, o el de la Ciudad de Córdoba entre otros.
De ascendencia irlandesa, Billy - como prefería que lo llamaran - mereció el Premio Konex de platino en 1994 por su trayectoria académica.
Prologó a más de dos centenares de artistas plásticos y visuales. Destacó como pionero con sus ciento cincuenta audiciones sobre Arte en Radio Nacional, Radio Mitre y Radio Municipal. Y los centenares de discursos, conferencias, críticas, biografías, artículos, escritos de arte, investigaciones, libros de arte, escritos de estética, actividad literaria, artículos y crítica literaria; junto a su actividad musical   
Se destacaron sus ensayos sobre Raquel Forner (ediciones Gaglianone, 1980); "Héctor Basaldúa" (Academia Nacional de Bellas Artes, 1980); " Obras de Juan Batlle Planas" (Banco Mercantil Argentino, 1981); "La Postfiguración-Homenaje a Antonio Berni, Burton Dowek, Gómez, Sbernini, Soibelman" (1982); "Seis Artistas  Argentinos: Miguel Ocampo, Cesar Paternosto, Leopoldo Maler, Luis Frangella, Duilio Perri, Leandro Katz" (Latin American Cultural Development Foundation, South Carolina, EE. UU. 1984); "Catálogo razonado de Miguel Vitorica" (1986); "María Martorell" (Editorial de Arte Gaglianone, 1990; "Spilimbergo" (Fondo Nacional de las Artes, 1999)...... 
Su libro de poesías Isla dentro de mí (1963) recibió la Faja de Honor de la SADE.Homenaje a Venecia (ediciones Galería Bonino, 1964) para una carpeta de xilografías de Luis Seoane; como en 1970 "De la materia de los sueños" con ilustraciones de Delia Cugat; "Los Augures" en 1972 con dibujos de Líbero Badií; o los "Sonetos Bíblicos" con ilustraciones de Raúl Alonso en 1989.
En 1960 tradujo "El sueño de una noche de verano" de William Shakespeare llevada al Teatro Caminito junto a Manuel Mújica Lainez con decorados de Benito Quinquela Martín; en 1970 tradujo Macbeth que llevó prólogo de Jorge Luis Borges.
El Archivo Guillermo Whitelow de libre acceso en www.archivoguillermowhitelow.memorial es administrado por Press Line Inc.

## Publicaciones selectas
- Whitelow, Guillermo. La postfiguración - Homenaje a Antonio Berni. Burton, Dowek, Gómez, Sbernini, Soibelman. Buenos Aires, 1982.
- Seis artistas argentinos : Miguel Ocampo, Cesar Paternosto, Leopoldo Maler, Luis Frangella, Duilio Perri, Leandro Katz. (1984)
- Raquel Forner, 1980
- Spilimbergo con Diana Wechsler y Fermin Fevre (Jan 1999)
- Kozel con Nelly Perazzo y Fermin Fevre (2002)